# Nathalie Soussana
Nathalie Soussana est une musicienne, auteure, collecteuse française de musiques pour enfants et de littérature jeunesse.

## Biographie
Nathalie Soussana a d'abord été chargée de production pour Yankele, un groupe de musique klezmer. Elle est ensuite devenue responsable du collectage de comptines pour les éditions Didier Jeunesse. Elle a également écrit et mis en scène des spectacles musicaux. Elle dirige aussi des ensembles vocaux,,,.

### Livres-CD pour enfants
- Comptines du jardin d’Eden, Nathalie Soussana, Paul Mindy, Jean-Christophe Hoarau, éd Didier, 2005, réédité en 2018
- Comptines et berceuses de babouchka – 29 comptines slaves, avec Jean-Christophe Hoarau, éd Didier, 2006
- Les plus belles berceuses du monde. - collectage et commentaires, Chantal Grosléziat, Nathalie Soussana, Magdeleine Lerasle. 2008, réédité en 2014 et 2015
- Comptines de miel et de pistache, avec Jean-Christophe Hoarau, éd Didier, 2009
- Comptines et berceuses corses, éd Didier, 2011
- Un Noël aux Antilles et en Guyane, avec Jean-Christophe Hoarau et Laurent Corvaisier, éd Didier, 2012
- Chansons du monde, Chantal Grosléziat, Nathalie Soussana, Jean-Christophe Hoarau, Didier, 2012
- Comptines et berceuses tziganes, avec Jean-Christophe Hoarau, éd Didier, 2014
- Berceuses et comptines berbères, 2016

- Coup de cœur Jeune Public printemps 2017 de l'Académie Charles-Cros avec Jean-Christophe Hoarau.
- Comptines de cajou et de coco : 24 chansons des rivages de l'Afrique jusqu'aux Caraïbes, Nathalie Soussana, Jean-Christophe Hoarau, Judith Gueyfier, Didier Jeunesse, 2018

- Coup de cœur Jeune Public automne 2018 de l'Académie Charles-Cros avec Jean-Christophe Hoarau, Judith Gueyfier, Didier Jeunesse.
- Comptines et berceuses de vanille, des rives de l’Afrique aux îles de l’océan Indien, Didier Jeunesse, 2020

- Coup de cœur Jeune Public automne 2020 de l'Académie Charles-Cros.